# Drei-Zonen-Garten

Schematische Darstellung eines Drei-Zonen-Gartens nach Markus Gastl

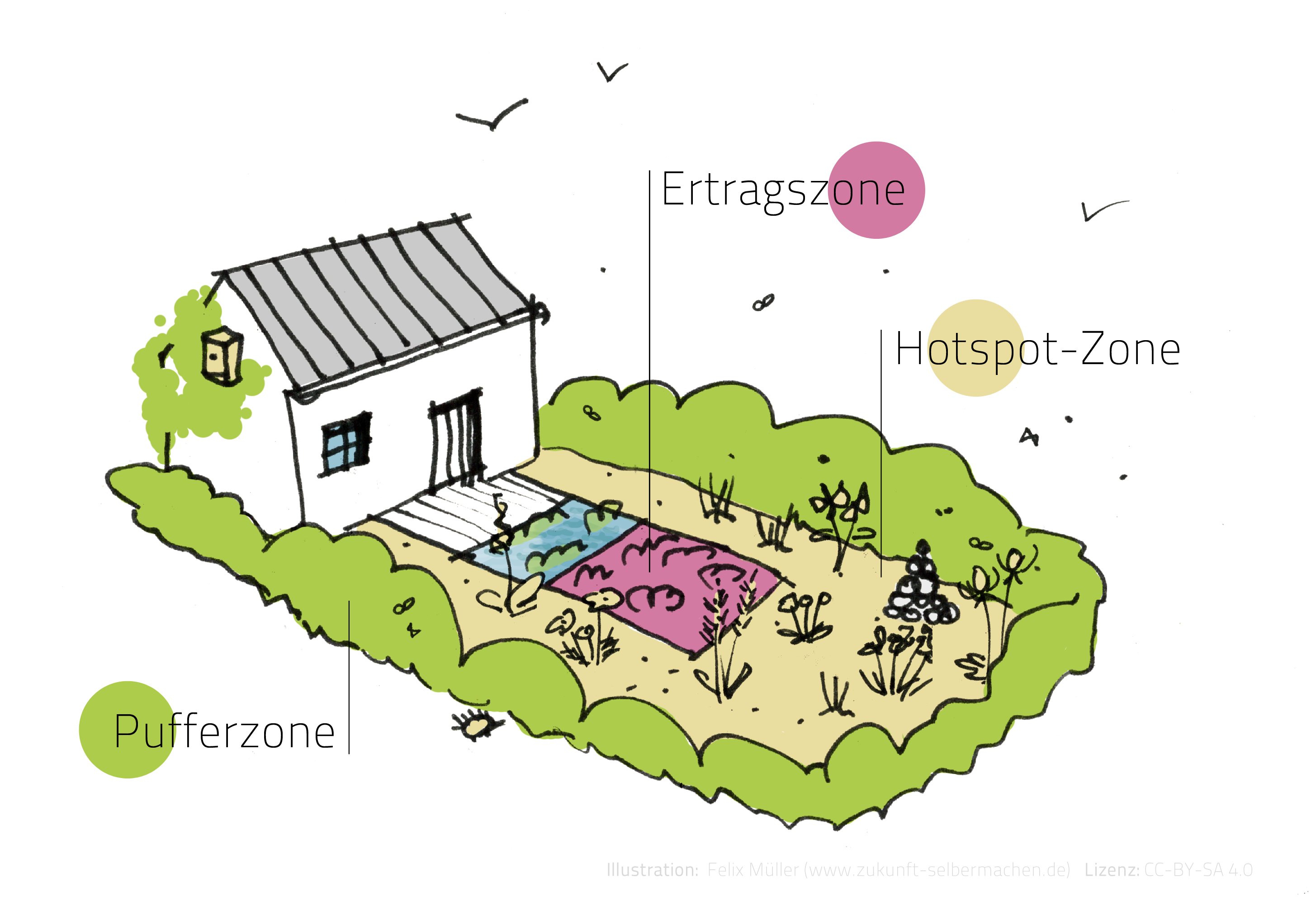
Drei-Zonen-Garten – vereinfachte Anordnung der Zonen

Das Konzept des Drei-Zonen-Gartens, auch Hortus, ist eine Kombination von Permakultur- und Naturgarten-Elementen. Ziel ist ein Garten, der einen Beitrag zur Stärkung der einheimischen Artenvielfalt leistet und einen nachhaltigen Anbau von Nahrungsmitteln ohne Zufuhr externer Stoffe, wie bspw. Dünger, erlaubt. Das Modell ist an ein gemäßigtes Klima angepasst und besteht stets aus den folgenden drei Zonen: Pufferzone, Hotspotzone und Ertragszone. Dabei liefert die artenreiche Hotspotzone als Magerstandort die Nährstoffe für die Ertragszone, in der Obst und Gemüse angebaut wird. Entwickelt wurde es von dem Krankenpfleger und Gartenbuchautor Markus Gastl. In dem ebenfalls von ihm initiierten ‚Hortus Netzwerk‘ sind europaweit über siebenhundert Gärten, die nach dem Drei-Zonen-Modell arbeiten, vernetzt. Das Hortus Netzwerk ist offizielles Projekt der UN-Dekade Biologische Vielfalt.

## Nährstofffluss im Drei-Zonen-Garten
Durch die gezielte Abmagerung (Aushagerung) bzw. Magerhaltung der Hotspotzone fällt in einem Drei-Zonen-Garten immer wieder stickstoffreicher Grünschnitt an, der als Dünger für die Ertragszone genutzt wird. Dies sichert die biologische Vielfalt der Hotspotzone, da sich wuchsstärkere Pflanzen dort nicht ansiedeln und die einheimischen Blühpflanzen verdrängen können. Der garteneigene Dünger ersetzt externe Düngemittel und Substrate, wie sie in vielen anderen Gärten eingesetzt werden. Um eine ausreichende Nährstoffversorgung der Ertragszone sicherzustellen, müssen beide Flächen in einem geeigneten Größenverhältnis zueinander stehen und der Abfluss von Nährstoffen aus der Ertragszone muss verhindert werden. Eine Trockentrenntoilette schließt bspw. die durch den Konsum der Nahrungsmittel sonst auftretende Nährstofflücke.

## Hotspotzone

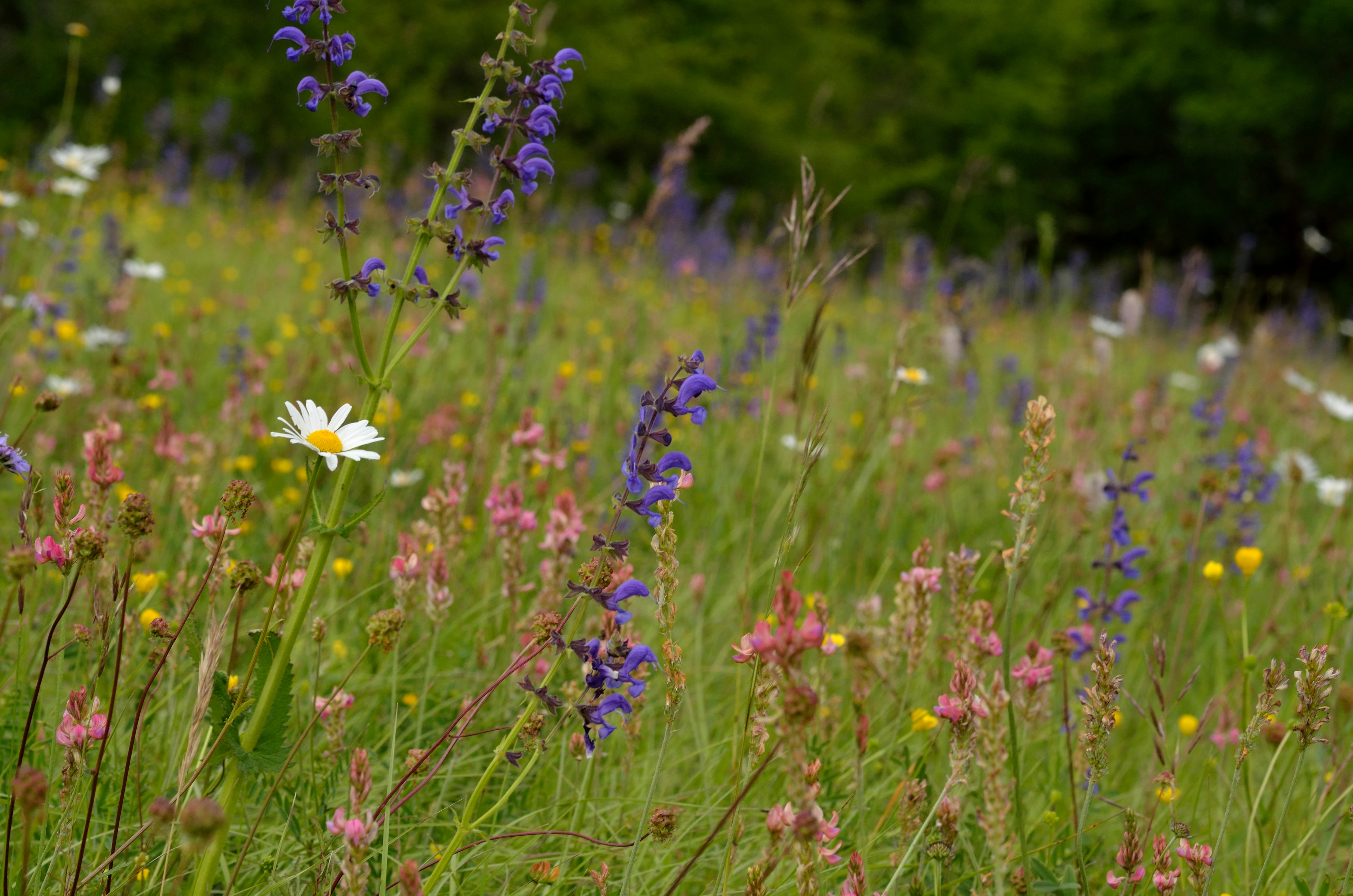
Blütenreiche Magerwiese

Die Hotspotzone bildet immer seltener werdende Magerstandorte aus der Natur und Kulturlandschaft nach. Sie zeichnet sich durch einen stark reduzierten Humusgehalt aus und bietet Lebensraum für viele bedrohte einheimische Blühpflanzen, die sich in einer durch u. a. Gülleausbringung zunehmend überdüngten Kulturlandschaft immer schwieriger gegen wuchsstarke Stickstoffzeigerpflanzen durchsetzen können. Integrierte ‚Naturmodule‘ (s. u.) bieten ökologische Nischen für zahlreiche Insekten und Wildtiere.
Die Flächen der Hotspotzone können nach und nach durch Entfernen des Schnittgutes nach der Mahd abgemagert werden. Alternativ kann bereits beim Anlegen des Gartens durch Entfernen der Humusschicht oder Ausbringung mineralischen Substrates (Kies, Sand oder Ziegelbruch) künstlich eine magere Bodenbeschaffenheit erreicht werden. Die Mahd der Magerflächen erfolgt nur ein- bis zweimal pro Jahr, ist aber für den Erhalt der mageren Böden essentiell, da das Schnittgut aus der Hotspotzone entfernt wird und so nicht zur Aufdüngung der Flächen beiträgt. Dies entspricht historischen Vorbildern aus der Landwirtschaft vor der Einführung des Mineraldüngers. Durch die langen Abstände zwischen den Mähvorgängen können die Pflanzen von Insekten erfolgreicher als Nistplatz genutzt werden.

## Ertragszone
Die Ertragszone entspricht einem ökologisch bewirtschafteten Nutzgarten in Mischkultur. Zur Erhöhung der Bodenfruchtbarkeit wird diese Zone mit Grünschnitt und organischem Material aus den beiden anderen Zonen gedüngt. Dies geschieht u. a. durch Flächendüngung mit Mulch.

## Pufferzone
Die Pufferzone schirmt den Garten nach außen ab. Sie besteht aus Heckenstrukturen einheimischer Wildgehölze und dient in erster Linie als Rückszugsraum und Nahrungsquelle für wildlebende Tiere. Auch aus dieser Zone wird das Schnittgut überwiegend in die Ertragszone verbracht.

## Naturmodule und Superbeete

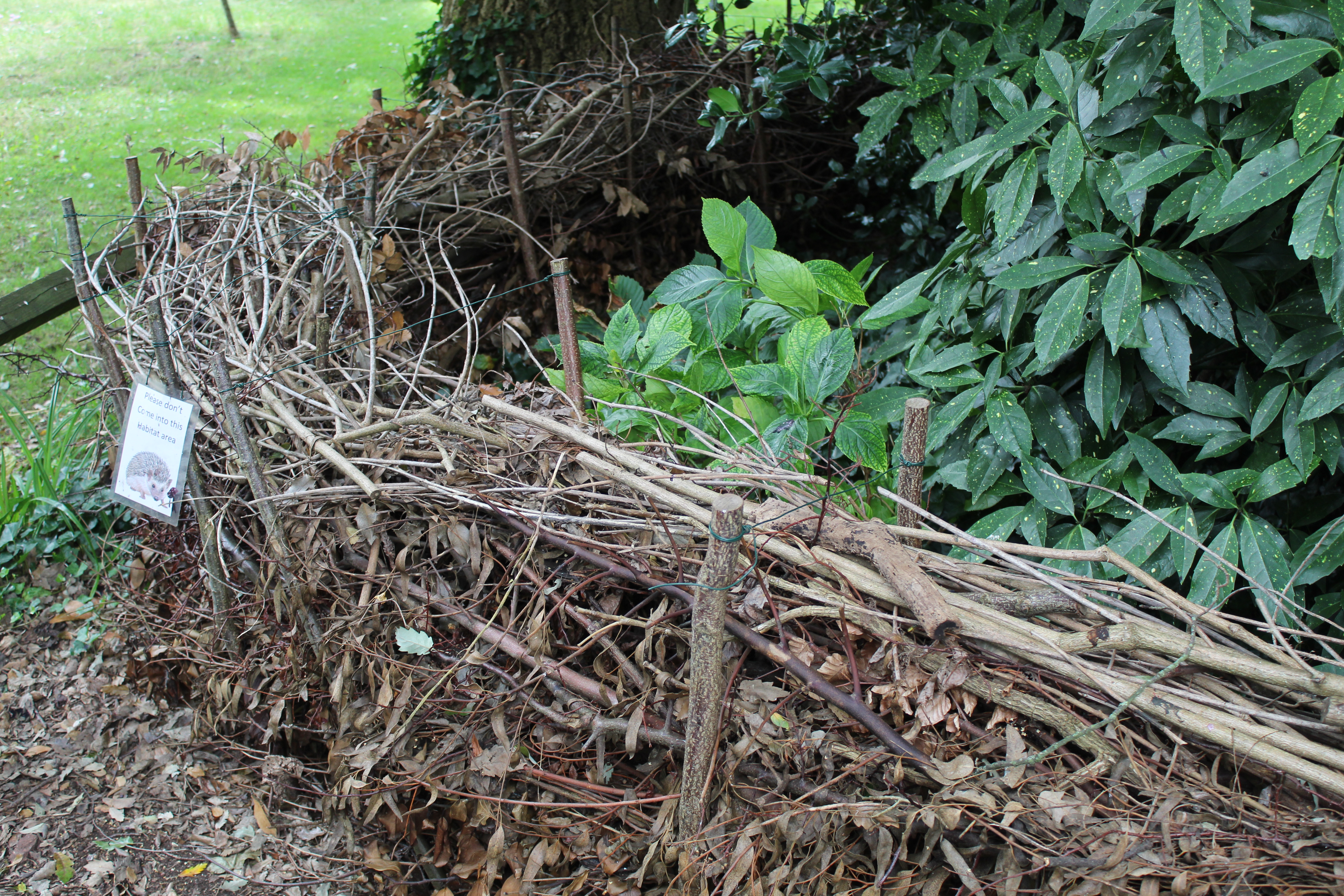
Totholzhecke

Als Naturmodule werden im Drei-Zonen-Garten gestalterische Einzelelemente bezeichnet, die einen besonderen Nutzen für wildlebende Tiere haben. Diese werden überwiegend in der Puffer-  und Hotspotzone errichtet und sorgen für eine hohe Strukturvielfalt. Beispiele hierfür sind Trockenmauern oder Eidechsenburgen als Wärmespeicher für wärmeliebende Arten, Totholzhecken, Wasserstellen, dauerfeuchte Lebensräume für Käfer (Käferkeller) oder Nisthilfen für bodenbrütende Insekten (Sandarium). Durch die Naturmodule entstehen innerhalb einer Zone zahlreiche Kleinklimazonen, von vollsonnig bis schattig, und ökologische Nischen. Die Module bieten Unterschlupf, Nacht- und Winterquartier und werden als Brutplatz oder Jagdrevier genutzt.
Als Superbeet bezeichnet Gastl Hochbeete, da diese je nach eingebrachtem Substrat und Bepflanzung als Magerstandort (Hotspotzone) oder Gemüsebeet (Ertragszone) genutzt werden können. Mit ihnen lassen sich auch in kleinen Gärten alle Zonen anlegen und in größeren Gärten erhöhen sie die Strukturvielfalt und damit meist auch die Artenvielfalt, da die drei Zonen weniger klar abgegrenzt sind.

## Drei-Zonen-Garten als Kombination von Permakultur- und Naturgarten-Elementen
Der Drei-Zonen-Garten kann als eine Ergänzung der Permakultur-Methoden für das Gärtnern im gemäßigten Klima angesehen werden.
Während der Aspekt des Artensterbens zum Zeitpunkt der Entwicklung der Permakulturidee durch Mollison und Holmgren noch eine untergeordnete Bedeutung hatte, steht es beim Konzept des Drei-Zonen-Gartens im Vordergrund.
Auch die energischen Methoden, die bei der Anlage von Drei-Zonen-Gärten zum Teil eingesetzt werden, wie die komplette Entfernung des Oberbodens zur Schaffung der Hotspot-Zone, gehen über das Maß der in Permakulturprojekten sonst üblichen Bodenbearbeitung hinaus.
Die Ertrags- und Pufferzone (mit essbaren Wildgehölzen) entsprechen am ehesten dem Anbau in Permakultursystemen. Die Hotspot- und Pufferzone stellen im Gegensatz zur Zone 5 in Permakultursystemen gerade keine wilde Natur dar, sondern ahmen frühere Kulturlandschaften nach, deren Böden durch die Entfernung des Schnittgutes immer magerer wurden.
Die Hotspot- und Pufferzone entsprechen dagegen weitgehend dem Bild eines Naturgartens. Im Gegensatz zum klassischen Naturgarten, bei dem es vor allem um Biodiversitätsförderung, Erholung und Naturerlebnis geht, legt das Konzept des Drei-Zonen-Gartens mit der Ertragszone jedoch auch Wert auf den ökologischen Anbau von Obst und Gemüse.

## Hortus Netzwerk
Das Hortus Netzwerk ist ein Verbund von Gärtnern, die ihren Garten hin zu einem Drei-Zonen-Garten entwickeln. Das Hortus Netzwerk und die beteiligten Gärten sind Teil der UN Dekade Biologische Vielfalt. Nach Angaben auf der netzwerkeigenen Website gibt es derzeit über 750 teilnehmende Gärten in Deutschland, Österreich, Frankreich, Kroatien, Ungarn, der Schweiz und den USA.

## Markus Gastl
Das Konzept des Drei-Zonen-Gartens wurde von Markus Gastl nach einer zweieinhalb Jahre dauernden Fahrradreise von Feuerland nach Alaska entwickelt, um aus Dankbarkeit für das Erlebte etwas für die heimische Natur zu tun. Seine Idee war es, den klassischen Naturgarten, der vor allem der Förderung der Artenvielfalt dient, mit Elementen der Permakultur, die historisch vor allem den nachhaltigen Anbau von Nutzpflanzen in Mischkultur lehrt, zu kombinieren. Erstes Projekt war Gastls eigener ca. 7500 m² großer Garten im fränkischen Beyerberg. Der Garten nennt sich heute ‚Hortus Insectorum‘ und ist als Schaugarten zugänglich. Gastl wurde 2018 mit der Bayerischen Staatsmedaille für besondere Verdienste um die Umwelt ausgezeichnet.